# Borgetto

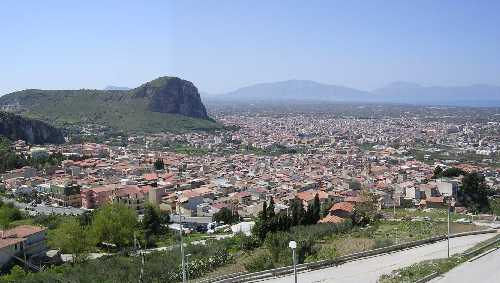
Panorama

Borgetto ist eine Stadt der Metropolitanstadt Palermo in der Region Sizilien in Italien mit 7148 Einwohnern (Stand 31. Dezember 2023).

## Lage und Daten
Borgetto liegt 28 km westlich von Palermo. Die Einwohner arbeiten hauptsächlich in der Landwirtschaft.
Die Nachbargemeinden sind Giardinello, Monreale und Partinico.

## Geschichte
Der Ort wurde im 9. Jahrhundert von Arabern gegründet. Der Name bedeutet im Arabischen kleiner Turm. Der Ort gehörte seit 1410 zu dem heute nicht mehr bestehenden Kloster Santa Maria delle Ciambre.

## Sehenswürdigkeiten
Von der Wallfahrtskirche Romitello hat man eine Aussicht auf den Golf von Castellammare.